# Бутку Юзе
Бутку Юзе (лит. Butkų Juzė; настоящее имя Юозас Буткус, лит. Juozas Butkus; 21 июля 1893, деревня Пажвяльсис, Тельшевский уезд, ныне в Клайпедском районе — 22 апреля 1947, Клайпеда) — литовский педагог, поэт, драматург, журналист.

## Биография
Родился в Тельшевском уезде. Окончил начальную школу в Гаргждай. Организовал в Либаве литовский кружок любителей сцены, выпускал газеты „Kibirkštėlė“, „Žadintojas“, „Upelė“. 
В 1910 году поступил в Тяльшяйскую прогимназию. Начал сотрудничать в журнале „Aušrinė“ («Утренняя звезда»). В 1912 году у Юозаса Буткуса были парализованы ноги и органы речи. После лечения поэт не мог свободно разговаривать. 
В 1917 году он окончил литовскую гимназию в Воронеже и поступил на Историко-филологический факультет Московского университета. В 1919 году начал учёбу в Берлинском университете, затем обучался в Зальцбургском и Йенском университетах.
С 1924 года работал учителем в Паланге, Клайпеде. Выехал в Соединённые Штаты и в Литву вернулся в 1926 году. После военного переворота 17 декабря 1926 года из-за прокоммунистических взглядов был арестован и более года провёл в заключении в концентрационном лагере в Варняй. 
В 1927 году работал в польской гимназии в Укмерге, учителем в коммерческом училище в Таураге, в Пренайской гимназии и других учебных заведениях. В 1931 году был соредактором еженедельника „Darbininkų balsas“. В 1932 году принят в Союз журналистов Литвы. В 1937—1940 годах был заведующим государственной публичной библиотеки в Паланге, в 1943 году — директором Жемайтийского театра в Тельшяй, в 1945—1947 годах — директором музея „Alka“. Преподавал в Клайпедском учительском институте и других учебных заведениях. 
Умер в Клайпеде, похоронен в Тельшяй.

## Литературная деятельность
Стихи и статьи публиковал с 1910 года в литовских периодических изданиях „Aušrinė“, „Žemaitis“ («Жемайтиец»), „Lietuvos žinios“ («Литовские вести»), „Naujoji Lietuva“ («Новая Литва», в России), „Dienovidis“, „Naujienos“ («Вести»; США), изданиях Клайпедского края. 
Подписывался псевдонимами „Bočių atmintojas“, „Kurtuvėnų savanoris“ («Куртувенский доброволец»), „Ginklo draugas“ («Товарищ по оружию»), „Šyvinis“ («Шивинис»), „Gumbutis“ («Гумбутис»), „Juodlis Širvys“ («Юодлис Ширвис») и другими.
Выпустил сборники поэзии „Žemės liepsna“ (1920), „Verkiančios rožės“ (1921), „Paparčio žiedas“ (1923), „Darbas ir prakaitas“ (1928; была запрещена). Посмертно вышла книга поэзии „Eilėraščiai“ (1953). 
Писал сценарии постановок на сцене, написал пьесы „Palaidūnas“ («Беспутник», 1925), „Raudonkrūtinis“ (1929). Перевёл драмы И. В. Гёте «Эгмонт» (1932), «Ифигения в Тавриде», «Торквато Тассо», повесть Льва Толстого «Отец Сергий» (1931) и другие произведения зарубежной литературы. 
Часть произведений Бутку Юзе (драма „Vargūna“, роман „Trys juodi mėnuliai“ и другие) осталась неопубликованной. Раннему его творчеству свойственна склонность к экспрессионизму, сочетающаяся с элементами восточной поэзии. Позднее преобладают реалистические черты и социальная проблематика.

## Память
В Клайпеде на стене здания у пересечения улиц С. Нерес и Бутку Юзе установлена мемориальная доска с барельефом.